# Szontaghovo pleso
Szontaghovo pleso (polsky Granacki Staw, maďarsky Szontagh-tó, německy Szontaghsee) je větší z dvou malých ples v horní části Slavkovské doliny ve Vysokých Tatrách na Slovensku. Koncem 19. století bylo z rozhodnutí Uherského karpatského spolku pojmenováno na počest člena spolku, zakladatele Nového Smokovce, lékaře, klimatologa a botanika Dr. Mikuláše Szontagha st. (1843 – 1899). Má rozlohu 0,3300 ha, je 90 m dlouhé a 57 m široké. Dosahuje maximální hloubky 3,8 m a objemu 3727 m³. Leží v nadmořské výšce 2040 m.

## Okolí
Nedaleko na západ se nachází Malé Szontaghovo pliesko a nad oběma se tyčí stěny Veľké Granátové veže. Na severozápad stoupá Havrovská dolinka k vrcholům Bradavice a Západné Slavkovské veže. Na východě se nad Slavkovským sedlem tyčí Východná Slavkovská veža.

## Vodní režim
Pleso nemá povrchový přítok ani odtok. Náleží k povodí Slavkovského potoka. Rozměry jezera v průběhu času zachycuje tabulka:
| Rok     | Měření prováděl   | Rozloha ha | Délka m | Šířka m | Hloubka max.m | Objem m³ |
| ------- | ----------------- | ---------- | ------- | ------- | ------------- | -------- |
| 1961–67 | pracovníci TANAPu | 0,327      | 90      | 57      | [ 2 ]         | [ 2 ]    |
| 2005    | Gregor, Pacl      | 0,3300     | [ 2 ]   | [ 2 ]   | 3,8           | 3 727    |

## Přístup
Pleso není turisticky přístupné.